# Michael Maria Penttilä
Michael Maria Penttilä (nascido Jukka Torsten Lindholm, nascido em julho de 1965) é um assassino em série finlandês. Segundo a revista de crime finlandesa Alibi, ele é o único finlandês que se encaixa na descrição do FBI de um assassino em série.

## Crimes na adolescência
Em novembro de 1981, Penttilä, então conhecido como Jukka Lindholm, raptou uma rapariga de 15 anos e forçou-a a entrar numa cave, onde lhe bateu, estrangulou com cachecóis e ameaçou estuprá-la. Ele usou luvas pretas de cabedal durante o ataque. A rapariga conseguiu fugir. Lindholm foi condenado a multas e uma pena suspensa, mas outros roubos e ataques levaram a uma pena de prisão em 1984. Ele foi libertado em 1985.

## Primeiros homicídios
Lindholm matou a sua mãe, a empregada de 48 anos Laina Lahja Orvokki Lindholm, no seu apartamento em Oulu a 26 de agosto de 1985. Lindholm e um amigo da sua mãe foram considerados suspeitos do homicídio, mas ficou por resolver até Lindholm confessar mais tarde.
O próximo homicídio que Lindholm cometeu foi a 26 de julho de 1986. Ele conheceu duas raparigas de 12 anos na baixa e persuadiu-as a "irem para o seu apartamento para que lhes pudesse emprestar alguns marcos para alcóol". Dentro da sua residência em Oulu, ele prendeu uma das raparigas na casa de banho. A outra rapariga, Titta Marjaana Kotaniemi, foi derrubada no chão e estrangulada até à morte. Depois de algum tempo, Lindholm libertou a outra rapariga da casa de banho e estuprou-a. A rapariga fugiu e correu do apartamento para a escadaria, enquanto Lindholm fugiu para uma floresta próxima onde a polícia rapidamente o apanhou. Ele estava bêbado, medindo 1.75 na escala de teor de álcool no sangue.
Em conexão com o homicídio de Kotaniemi, Lindholm confessou à polícia que tinha sido maltratado pela sua mãe. Segundo a sua declaração, ele tinha usado as luvas azuis de cabedal e o cachecol vermelho da sua mãe antes de o fazer. Ele estava tão chateado pelo facto que a sua mãe não tinha sido capaz de o libertar do reformatório e que ela estava a namorar um homem novo, preferindo viver com ele do que com o seu pai. Mais tarde, no tribunal de Oulu, ele retratou-se e alegou que tinha usado várias drogas psicoativas ao mesmo tempo.
O Tribunal Distrital de Oulu emitiu o seu julgamento a 17 de março de 1987. O Tribunal decidiu que Lindholm era culpado de duas acusações de crime culposo como também por outros crimes, condenando-o a 9 anos e 7 meses de prisão. No entanto, o Tribunal de Recurso de Rovaniemi declarou que o caso da morte de Laina Lindholm não foi intencional mas sim um assault ou homicídio culposo, e reduziu a pena para 7 anos de prisão.

## Terceiro homicídio
Lindholm saiu em liberdade condicional em maio de 1992. A 31 de maio de 1993, ele estrangulou uma mulher de 42 anos no seu apartamento em Kempele com um cinto de pano. Lindholm inicialmente opôs-se à acusação, alegando que alguém o tinha incriminado. A 23 de junho de 1993, ele escapou da Esquadra da Polícia do Condado de Oulu com um homem.
O Tribunal Distrital de Oulu considerou Lindholm completamente são e sentenciou-o a 9.5 anos de prisão a 13 de dezembro de 1993.
Depois do seu julgamento no Tribunal Distrital, Lindholm contactou os investigadores. Ele admitiu ter morto a mulher, mas foi um acidente. Segundo ele, ele tinha proposto sexo explícito e explicou que ele estava a brincar à volta do pescoço antes de perceber que a mulher tinha morrido devido ao estrangulamento. Lindholm tinha vagueado para a sepultura da mãe depois do homicídio, ficando lá por umas horas. O Tribunal de Recurso subsequentemente mudou a sentença para 10.5 anos, mandando Lindholm para uma instituição especial.
Segundo relatórios psiquiátricos, Lindholm admirou a masculinidade primordial e violenta da sua adolescência - apesar de começar a usar vestidos e roupa interior feminina enquanto na prisão. O diretor do Centro Hämeenlinna proibiu isto, e Lindholm subsequentemente queixou-se ao ombudsman do Parlamento.

## Problemas legais posteriores
Lindholm foi libertado em prisão condicional em novembro de 2008. Antes da sua libertação, ele foi avaliado, e foi concluído que ele ainda não estava pronto para a vida civil.
Na prisão, ele casou-se com Hannele Pentholm, que foi sentenciada a prisão perpétua pelo homicídio do seu marido. Eles estiveram casados por alguns anos. Na altura, ele renomeou-se Michael Maria Pentholm.
Ele convidou uma mulher para a sua casa em maio de 2009, onde ele a tentou estrangular com ambas as mãos por trás.
Em agosto de 2009, Pentholm comprou um apartamento  em Toppila via um anúncio profissional da revista do júri. Ele começou a estrangular uma mulher que estava a montar uma mesa de massagem na sala de estar do apartamento.
A 11 de junho de 2010, o Tribunal Distrital de Oulu sentenciou Pentholm a seis anos de prisão por três tentativas de homicídio culposo e vários ataques. As autoridades ordenaram que Pentholm service a sua sentença inteiro porque, segundo um estudo psicológico, ele era visto como um criminoso perigoso. Em abril de 2011, o Tribunal de Recurso de Rovaniemi considerou que Pentholm tinha cometido só três agressões agravadas, baixando a sentença para 4 anos e 5 months. Ao mesmo tempo, o Tribunal de Recurso decidiu que os pré-requisitos para mandar Pentholm servir a sua senteça na prisão não existiam.
A 2 de março de 2012, o Tribunal Distrital de Oulu condenou Pentholm a 4 anos e 4 meses por estupro agravado, maus tratos grosseiros e falsa prisão. O estupro e falsa prisão aconteceram a 21-22 de agosto de 2009 num hotel em Oulu, e a agressão num negócio no período de 1-31 de maio de 2009 no apartamento em Oulu de Pentholm em Myllyoja. As autoridades mandaram que Pentholm executasse a sua sentença completa na prisão.
A 13 de outubro de 2015, o agora renomeado Michael Penttilä escapou da prisão aberta de Laukaa durante uma viagem de compras dos prisioneiros, mas foi apanhado no dia seguinte. Foi-lhe dada prisão condicional na primavera de 2016. A sentença de Penttilä foi prolongada devido às ausências e o termo completo da sentença foi mudado para prisão numa prisão fechada.
Penttilä foi libertado em 2016 no Natal. Em abril de 2017, a polícia ordenou que Penttilä fosse preso outra vez por um crime de alegada agressão agravada e a preparação para uma ofensa criminal, mas o Tribunal Distrital de Helsínquia libertou-o durante a investigação. Em maio de 2017, o Tribunal de Recurso de Helsínquia anulou a decisão e Penttilä foi preso de novo. A 7 de julho de 2017, o Tribunal Distrital de Helsínquia dispensou a acusação de uma ofensa criminal agravada ou uma ofensa de saúde e ordenou que Penttilä fosse libertado. Em maio de 2018, o Tribunal de Recurso mudou a decisão e Penttilä foi sentenciado a 2 anos e 6 meses de prisão, e a pagar a compensação da vítima de 4,000 euros.
A 13 de abril de 2018, Penttilä matou uma profissional de sexo num apartamento de Helsínquia. A vítima foi encontrada a 4 de maio e Penttilä foi presa dois dias depois em Hensínquia, suspeito de homicídio. A 17 de maio de 2018, a polícia anunciou que Penttilä tinha admitido durante interrogações que ele tinha cometido um homicídio. Em julho, o Tribunal Distrital de Helsínquia sentenciou-o a prisão perpétua por homicídio. Durante o homicídio ele tinha usado várias ferramentas como cintos de cabedal, calças, ou as próprias mãos. Penttilä mais tarde anunciou que ele ia recorrer à decisão do tribunal. O Tribunal de Recurso de Helsínquia manteve a sentença, exceto que não consideraram a ofensa premeditada.